# روز ريتشموند
روز ريتشموند (بالإنجليزية: Rose Richmond)‏ هي منافسة ألعاب القوى أمريكية، ولدت في 29 يناير 1981.

## وصلات خارجية
- روز ريتشموند على موقع الاتحاد الدولي لألعاب القوى (الإنجليزية)
- روز ريتشموند على موقع أوليمبيديا (الإنجليزية)
- روز ريتشموند على موقع اللجنة الأولمبية والبارالمبية الأمريكية (الإنجليزية)